# Spoorlijn Stolberg - Kohlscheid
De Spoorlijn Stolberg - Kohlscheid (Duits: Banhstrecke Stolberg - Kohlscheid), was een Duitse spoorlijn van Stolberg naar Kohlscheid en als lijn 2544 onder beheer van DB Netze.

## Geschiedenis
Tussen Kohlscheid en Morsbach bestond sinds 1853 reeds een gedeelte van de lijn als ontsluiting van de mijn bij Kämpchen. In 1875 werd de lijn verlengd naar Stolberg, waar deze aansloot op de lijn Stolberg - Herzogenrath. In 1890 werd er een aansluiting gemaakt voor de lijn Stolberg - Herzogenrath en het gedeelte tussen Stolberg en de aansluiting Quinx administratief overgeheveld naar DB 2570. In 1939 is de aftakking van deze lijn naar het noorden verlegd wegens de bouw van Bundesautobahn 4.

## Huidige toestand
Tussen Stolberg en Weiden is de lijn sinds 2000 buiten gebruik. Het overige deel is opgebroken.

## Aansluitingen
In de volgende plaatsen is of was er een aansluiting op de volgende spoorlijnen:
Stolberg (Rheinl) Hauptbahnhof
DB 2570, spoorlijn tussen Stolberg en Herzogenrath
DB 2571, spoorlijn tussen Hochneukirch en Stolberg
DB 2572, spoorlijn tussen Stolberg en Sankt-Vith (Vennbahn
DB 2573, spoorlijn tussen Stolberg Sof en Stolberg Sif
DB 2574, spoorlijn tussen Stolberg en Münsterbusch
DB 2600, spoorlijn tussen Keulen en Aken
Aansluiting Quinx
DB 2570, spoorlijn tussen Stolberg en Herzogenrath
Würselen
DB 2555, spoorlijn tussen Aachen Nord en Jülich
Kohlscheid
DB 2550, spoorlijn tussen Aken en Kassel